# أبيض العين السقطري
أبيض العين السقطري (الاسم العلمي: Zosterops socotranus) هي نوع من الطيور في عائلة بيضاء العين. يتواجد في جزيرة سقطرى وفي أرض الصومال.
تم التعامل مع هذا النوع سابقًا على أنه نوع فرعي من أبيض العين الحبشي (Zosterops abyssinicus) تحت اسم Zosterops abyssinicus socotranus .  وجدت دراسة علم الوراثة الجزيئي نُشرت في عام 2014 أنه لا يرتبط ارتباطًا وثيقًا بالنوع الحبشي ويتم التعامل معها الآن كنوع منفصل.  